# Al Franken
Alan Stuart (Al) Franken (New York, 21 mei 1951) is een Amerikaans acteur, scenarioschrijver, televisieproducent, presentator, schrijver, komiek en politicus van de Democratische Partij. Hij was Senator voor Minnesota van 2009 tot 2018.
Franken werkte jarenlang mee aan het NBC-televisieprogramma Saturday Night Live als de helft van het duo Franken & Davis.

## Loopbaan
Franken werkte vanaf het begin van zijn carrière samen met Tom Davis en in hun eerste jaren leidden zij 'een leven van vrijwel totale mislukking aan de zelfkant van de showbusiness in Los Angeles'. Hun fortuin keerde zich ten goede toen zij werden gerekruteerd voor het eerste schrijversteam voor Saturday Night Live. Franken schiep een aantal bekende typetjes voor dit programma, met name Stuart Smalley, een tamelijk onconventionele zelfhulpgoeroe. In 2002 kwam het zelfs tot een interview van Smalley (gespeeld door Franken) met Al Gore (de voormalige vicepresident van de Verenigde Staten). Voor zijn werk voor de televisie won Franken 3 Emmy Awards en 7 Emmy-nominaties.
Op 13 januari 2004 werd aangekondigd dat Franken radio zou gaan maken bij Air America Radio. Zijn programma heette eerst The O'Franken Factor een naam die gekozen was in de hoop Bill O'Reilly (van The O'Reilly Factor) te provoceren. Franken en O'Reilly zijn in het verleden al regelmatig met elkaar gebotst, met name over Frankens boek Lies and the Lying Liars Who Tell Them, waarin een heel hoofdstuk over O'Reilly is opgenomen, van niet bepaald vleiende strekking. In dit geval ging O'Reilly niet op de provocatie in en de naam van de show werd op 12 juli 2004 veranderd in The Al Franken Show. Franken presenteert dit programma, een satirische kijk op dagelijkse gebeurtenissen in de Amerikaanse politiek, met een co-host (tot 7 oktober 2005 was dit Katherine Lanpher).

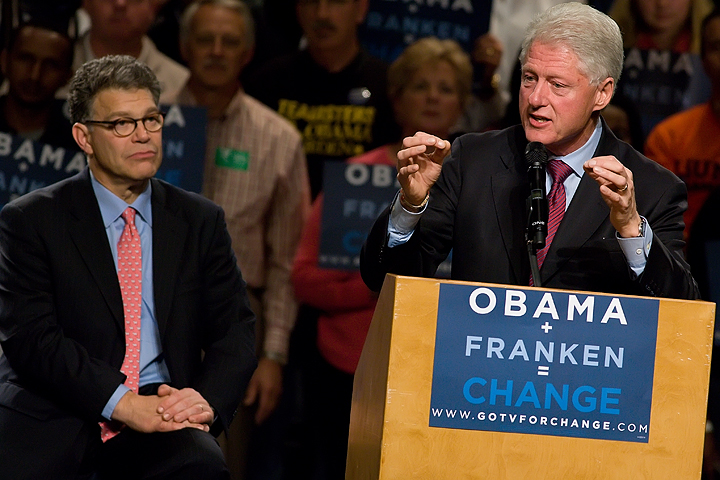
Al Franken en oud-president Bill Clinton in 2008.

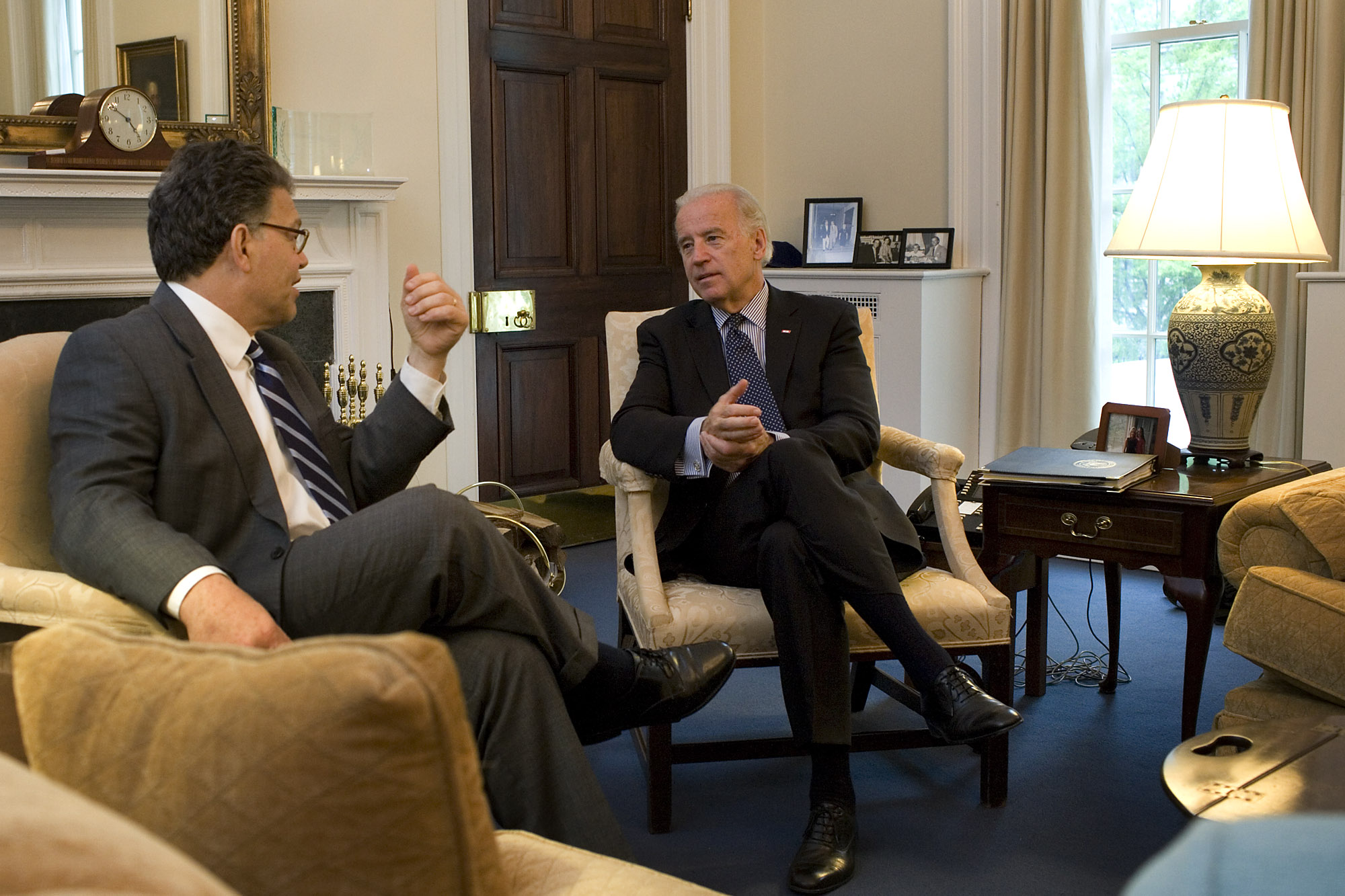
Al Franken (links) en vicepresident Joe Biden in 2009.

Naast zijn werk voor de televisie en radio heeft Franken intussen ook, met wisselend succes, voor film en theater geschreven, en is hij auteur van een aantal bestsellers in het politiek-satirische genre. Hij was de presentator van het vlaggenschip van het linkse praatradiostation Air America Radio, The Al Franken Show, met voornamelijk liberale standpunten.

### Conflict metFox News Network
In augustus 2003 publiceerde Penguin Books Frankens Lies and the Lying Liars Who Tell Them: A Fair and Balanced Look at the Right. Fox News spande hierop een rechtszaak aan omdat het meende dat Franken met het gebruik van de frase 'Fair and Balanced' een handelsmerk van Fox had geschonden. De zaak werd met glans door Franken gewonnen (de rechter verklaarde de aanklacht wholly without merit (geheel ongegrond/op niets gebaseerd)) en genereerde buitengewoon veel publiciteit voor het boek, wat de verkoop zeer ten goede kwam.

## Politieke ambities
Franken was een bewonderaar van de Democratische senator Paul Wellstone van Minnesota, die in 2002 bij een vliegtuigongeluk om het leven kwam, en wiens zetel dat jaar werd gewonnen door de Republikein Norm Coleman. In 2005 verhuisde hij van New York terug naar Minnesota, waar hij eerder gewoond had, en stelde zich daar in 2008 verkiesbaar voor de senaatsverkiezingen. Hij werd de Democratische tegenkandidaat tegen Coleman, en won de zetel in een zeer krappe verkiezing, die langdurig in de gerechten werd betwist. Pas acht maanden later kwam vast te staan dat Franken met een kleine meerderheid had gewonnen. Op 7 juli 2009 werd hij beëdigd als senator.
Franken maakte op 7 december 2017 bekend dat hij afstand zou doen van zijn senaatszetel, nadat hij door meerdere vrouwen was beschuldigd van seksuele intimidatie, naar aanleiding van het MeToo-debat. In zijn afscheidstoespraak deelde hij wel een sneer uit naar de zittende president Donald Trump en de senaatskandidaat van de Republikeinen voor de staat Alabama, Roy Moore, beiden beschuldigd door meerdere vrouwen van seksuele intimidatie en aanranding: 'Er zit enige ironie in het feit dat ik vertrek terwijl een man die op band opschept over aanranding in het Oval Office zit, en een man die herhaaldelijk jonge meisjes belaagde campagne voert met de volledige steun van zijn partij.'

## Persoonlijk
Franken is van Joodse komaf en refereert daar ook vaak aan in zijn radioprogramma. Hoewel hij in New York werd geboren, groeide hij op in een voorstad van Minneapolis (Saint Louis Park). Hij haalde in 1969 zijn middelbareschooldiploma en studeerde in 1973 af aan de Harvard-universiteit. Zijn vrouw, Franni Franken, en hij hebben twee kinderen: een zoon, Joe, en een dochter, Thomasin.

## Boeken
- Lies and the Lying Liars Who Tell Them: A Fair and Balanced Look at the Right (Dutton Books, 2003) ISBN 0525947647
- Oh, the Things I Know! A Guide to Success, or Failing That, Happiness (Plume Books, 2003) ISBN 0452284503
- Why Not Me?: The Inside Story of the Making and Unmaking of the Franken Presidency (Delacorte Press, 1999) ISBN 038531809X
- Rush Limbaugh is a Big Fat Idiot and Other Observations (Delacorte Press, 1996) ISBN 0385314744
- I'm Good Enough, I'm Smart Enough and Doggone It, People Like Me: Daily Affirmations By Stuart Smalley (Dell, 1992) ISBN 0440504708

## Referentie
1. ↑  Hill, Doug and Weingrad, Jeff, Saturday Night: A Backstage History of Saturday Night Live (Vintage Books, 1987) ISBN 0394750535
2. ↑  Democratische senator Al Franken weg na beschuldigingen seksuele intimidatie, Nu.nl, 7 december 2017
3. ↑  Democratische senator Al Franken weg door #MeToo, NRC Handelsblad, 8 december 2017

- Bibsys: 4048519
- Biblioteca Nacional de España: XX1707709
- Bibliothèque nationale de France: cb14043100j (data)
- CiNii: DA09819478
- Gemeinsame Normdatei: 128790385
- International Standard Name Identifier: 0000 0001 1681 9289
- Library of Congress Control Number: no93004145
- Nationale Bibliotheek van Letland: 000251587
- MusicBrainz: b0a3dda1-2cc0-404e-a26d-cdb3f302eb41
- Nationale Bibliotheek van Tsjechië: xx0095182
- Nationale bibliotheek van Australië: 40034595
- Nationale Bibliotheek van Israël: 987007440186705171
- Nationale Bibliotheek van Polen: a0000002764476
- Nationale en Universitaire bibliotheek Zagreb: 000490330
- Nederlandse Thesaurus van Auteursnamen: 265019257
- SNAC: w6fd101t
- Système universitaire de documentation: 076507386
- Semantic Scholar: 143879941
- Trove: 1443257
- Biographical Directory of the United States Congress: F000457
- Virtual International Authority File: 86425630
- WorldCat: E39PBJd8gGyQgwqjqypGphVpyd

Alabama: Tuberville (R) · Britt (R)
Alaska: Murkowski (R) · Sullivan (R)
Arizona: Kelly (D) · Gallego (D)
Arkansas: Boozman (R) · Cotton (R)
Californië: Padilla (D) · Schiff (D)
Colorado: Bennet (D) · Hickenlooper (D)
Connecticut: Blumenthal (D) · Murphy (D)
Delaware: Coons (D) · Blunt Rochester (D)
Florida: R. Scott (R) · Moody (R)
Georgia: Ossoff (D) · Warnock (D)
Hawaï: Schatz (D) · Hirono (D)
Idaho: Crapo (R) · Risch (R)
Illinois: Durbin (D) · Duckworth (D)
Indiana: Young (R) · Banks (R)
Iowa: Grassley (R) · Ernst (R)
Kansas: Moran (R) · Marshall (R)
Kentucky: McConnell (R) · Paul (R)
Louisiana: Cassidy (R) · Kennedy (R)
Maine: Collins (R) · King (O)
Maryland: Van Hollen (D) · Alsobrooks (D)
Massachusetts: Warren (D) · Markey (D)
Michigan: Peters (D) · Slotkin (D)
Minnesota: Klobuchar (D) · Smith (D)
Mississippi: Wicker (R) · Hyde-Smith (R)
Missouri: Hawley (R) · Schmitt (R)
Montana: Daines (R) · Sheehy (R)
Nebraska: Fischer (R) · Ricketts (R)
Nevada: Cortez Masto (D) · Rosen (D)
New Hampshire: Shaheen (D) · Hassan (D)
New Jersey: Booker (D) · Kim (D)
New Mexico: Heinrich (D) · Luján (D)
New York: Schumer (D) · Gillibrand (D)
North Carolina: Tillis (R) · Budd (R)
North Dakota: Hoeven (R) · Cramer (R)
Ohio: Moreno (R) · Husted (R)
Oklahoma: Lankford (R) · Mullin (R)
Oregon: Wyden (D) · Merkley (D)
Pennsylvania: Fetterman (D) · McCormick (R)
Rhode Island: Reed (D) · Whitehouse (D)
South Carolina: Graham (R) · T. Scott (R)
South Dakota: Thune (R) · Rounds (R)
Tennessee: Blackburn (R) · Hagerty (R)
Texas: Cornyn (R) · Cruz (R)
Utah: Lee (R) · Curtis (R)
Vermont: Sanders (O) · Welch (D)
Virginia: Warner (D) · Kaine (D)
Washington: Murray (D) · Cantwell (D)
West Virginia: Moore Capito (R) · Justice (R)
Wisconsin: Johnson (R) · Baldwin (D)
Wyoming: Barrasso (R) · Lummis (R)
(D): Democraat · (R): Republikein · (O): Onafhankelijk